# Inga-Britt Söderberg
Inga-Britt Söderberg (Helsinki, 2 febbraio 1935 – Fredericton, 15 febbraio 2019) è stata una modella finlandese, vincitrice del concorso di bellezza Miss Europa nel 1955.

## Biografia
Prima delle sue vittorie nei concorsi di bellezza, Söderberg aveva lavorato come impiegata in un ufficio postale.Dopo iniziò l'attività di modella, che continuò fino agli inizi degli anni 1970, comparendo inoltre in almeno un film.
La Söderberg fu incoronata Miss Europa l'11 giugno 1955 presso Helsinki in Finlandia, dove la rappresentante locale ebbe la meglio sulle tredici concorrenti del concorso. In precedenza la Söderberg aveva vinto anche il titolo di Miss Finlandia. La sua "impresa" fu immortalata in un film intitolato Miss Eurooppaa metsästämässä, diretto da Erik Blomberg.
Successivamente passò ad allevare ovini, gestendo la sua fattoria nell'Ontario per 30 anni, dal 1971 al 2001.
Morì nel 2019 in una casa di salute a Fredericton, New Brunswick.